# ろこ
ろこ(中原みりん)（7月11日 - ）は、日本のYouTuber、女性アイドル。岡山県総社市出身。
チャンネル名を「ぴよちゃれ！」としており、ゲーム実況（フォートナイト、妖怪ウォッチ ぷにぷにほか）やベイブレードバーストの動画を中心に公開しているほか、撮影会モデルとしても活動。
アイドルグループ・ナト☆カンの元メンバーで、ナト☆カン時代のキャッチフレーズは「庶民派アイドル！ナト☆カンの隠し味！」。

## 略歴
2008年、みりん☆名義で大阪日本橋を中心とした同人音楽集団BirdTune（ばーどちゅーん）でKuKuDoDoを中心として楽曲を制作。電波ソング、エレポップ、テクノポップ、ニュー・ウェイヴ (音楽)などをアキシブ系音楽として制作していた。
2008年7月5日「Piconation01」(大阪・日本橋プラッツ)にてライブデビュー。
2010年8月1日、ばーどちゅーんを卒業。
2013年9月に上京し、同月18日、中原みりんとしてナト☆カンに加入。2014年4月5日まで、ソロアイドル活動を並行。
2015年10月25日、ナト☆カンを卒業。12月9日には芸名を現在のものに改名させた。
現在ではろこ名義での活動以外にも、2021年7月からの配信シングルのリリースを機にアイドルとしての活動に限って中原みりん名義を復活させている。

## 人物・エピソード
- 神戸市外国語大学卒業[7]。
- 「ナト☆カン」時代のコンセプトは「ハチャメチャ適当アイドル」。サウンドプロデュースは『→SCHOOL←』の矢野晶裕。当時の担当カラーはホワイト。
- 好きなアイドルはPerfume、モーニング娘。、道重さゆみ、好きな音楽にRADWIMPSなどを挙げている。
- ナト☆カン加入当時からゆるめるモ!のようなぴと交流があり、2ndアルバム「ヒヨコですティニー」のジャケットイラストはようなぴが担当した。

## 作品

### シングル
- 1stシングル「Bitter&Sweet」（2011年10月30日発売）

1. Bitter&Sweet（作詞 貿易風、作曲・編曲 ちばけんいち）

- 2ndシングル「ヒヨコですティニー」（2012年4月5日発売、300枚限定）

1. ヒヨコですティニー（作詞 Codi/へなぎ、作曲・編曲 Codi）

- 3rdシングル「夢日記」（2012年8月11日発売）

1. 夢日記（作詞・作曲・編曲 Codi）
2. 帰り道（作詞 中原みりん、作曲・編曲 Codi）

### アルバム
- 1stアルバム「輝け！WeekEND」（2013年8月15日発売）

1. 輝け！WeekEND（作詞・作曲・編曲 オカノアキラ）
2. こっつんこ（作詞 中原みりん、作曲・編曲 KuKuDoDo）
3. Bitter&Sweet（作詞 貿易風、作曲・編曲 ちばけんいち）
4. ヒヨコですティニー（作詞 Codi/へなぎ、作曲・編曲 Codi）

- 2ndアルバム「ヒヨコですティニー」（2022年4月6日発売）

1. ヒヨコですティニー（作詞 Codi/へなぎ、作曲・編曲 Codi）
2. ヒヨコですティニー（KuKuDoDoリアレンジ）
3. ヒヨコですティニー（KAZUバンドアレンジ）
4. Sepia（作詞・作曲・編曲 Codi）
5. 帰り道（作詞 中原みりん、作曲・編曲 Codi）
6. Bitter&Sweet（作詞 貿易風、作曲・編曲 ちばけんいち）
7. スキナキミ（作詞・作曲・編曲 CK）
8. こっつんこ（作詞 中原みりん、作曲・編曲 KuKuDoDo）
9. ヒヨコですティニー（カラオケ）

### コンピレーションアルバム
- 「Girls Next Generation Vol.2」（2012年7月8日発売）【KDGN-1002】

収録曲「Sepia」（作詞・作曲・編曲 Codi）

### 配信作品
- 「Bitter&Sweet」（作詞 貿易風、作曲・編曲 ちばけんいち）（2021年7月22日配信開始）
- 「雨のプリズム」（作詞 みりん☆、作曲・編曲 KuKuDoDo）（2021年9月22日配信開始）
- 「ヒヨコですティニー」（作詞 Codi/へなぎ、作曲・編曲 Codi）（2022年4月6日配信開始）[9]

### 作詞
- 飛び出せ青春。「ナト☆カン」（『アイドル激的サマーダンス』収録）[10]

## コラボ
ここでは彼女のYouTubeチャンネルに出演した人たちを紹介していく。
（この項目で紹介する者は現実世界でちゃんとした撮影、彼女の主催イベントで出演された人を対象とする）
| ジャンル名           | 出演者 | 備考 |
| -------------------- | --- | ---- |
| マンツーマン         | - YMN姉貴 - こうじょうちょー - いわたつむぎ - ゅぃゅぃ - ひらまなチャンネル - ma--boo - なっぴ - ひつじ - 夏シロ - そにちゃん |      |
| 人狼ゲーム           | - Ryoken - SATORU - TeamFiveStar（しみけん・クボちゃん・みさき） - BUNZIN - くるみんアロマ                                    |      |
| ベイブレードバースト | - まえちゃんねる - けんちゃんねる - おすし - SARU - てぃあす - コアラ's GAME SHOW - さとちん - ジェイソン - FL-Haruki         |      |

## 出演

### テレビ
- アイドルスナイパー（テレビ大阪、スカパーch218、2009年8月放送）
- 今ちゃんの「実は…」（ABCテレビ、2011年7月27日放送）
- 炸裂！あまびえ姫。第3話 泳げないの巻（テレビ埼玉、2022年7月16日放送） - 暑子 役[11] [12]

### ラジオ
- WALK ON THE IDOL SIDE〜アイドルサイドヲアルケ〜（Kiss FM、2008年8月3日放送）
- もえもえポンバシ系（ラジオ大阪、2009年8月放送）
- 城奈菜美のHappy Delibery!（RADIO SAN-Q(FM84.5)、2012年11月14日放送）
- 恋レンジャーのハートフルアタック（ラジオ大阪、2013年6月18日放送）[13]
- BUZZ FRIDAY（愛知北エフエム放送 -United North 84.2-、2022年4月1日放送）[14]

### 短編映画
- 「父の遺言状」（2020年5月29日、YouTube公開）[15]

### ゲーム
- 妖怪ウォッチ ぷにぷに（レベルファイブ、2020年11月1日 - 15日）[16][17][18]